# Кашчелан, Младен
Мла́ден Ка́шчелан (черног. Mladen Kašćelan; род. 13 февраля 1983, Котор) — черногорский и российский футболист, полузащитник; тренер. Выступал за сборную Черногории. Двоюродный брат Предрага Кашчелана.

## Карьера

### Клубная
Начал заниматься футболом в родном городе Котор. Первым профессиональным клубом был «Бокель». В 19 лет перешёл в немецкую «Боруссию» Дортмунд, играл за молодёжную команду. Несмотря на то, что соглашение было заключено по системе «1+4» и клуб был готов продолжить сотрудничество, агент Кашчелана настоял на том, чтобы он покинул команду. 1 июля 2003 года перешёл в «Карлсруэ». За основную команду провёл всего 2 матча, в основном играя за вторую команду. После этого выступал за ОФК Белград, «Спартак» Суботица, «Вождовац». Летом 2007 года перешёл в польскую «Лодзь». Дебютировал за новый клуб 20 октября 2007 года в игре против «Гурника» (0:1). В команде стал основным игроком и считался одним из лучших центральных полузащитников Экстраклассы.

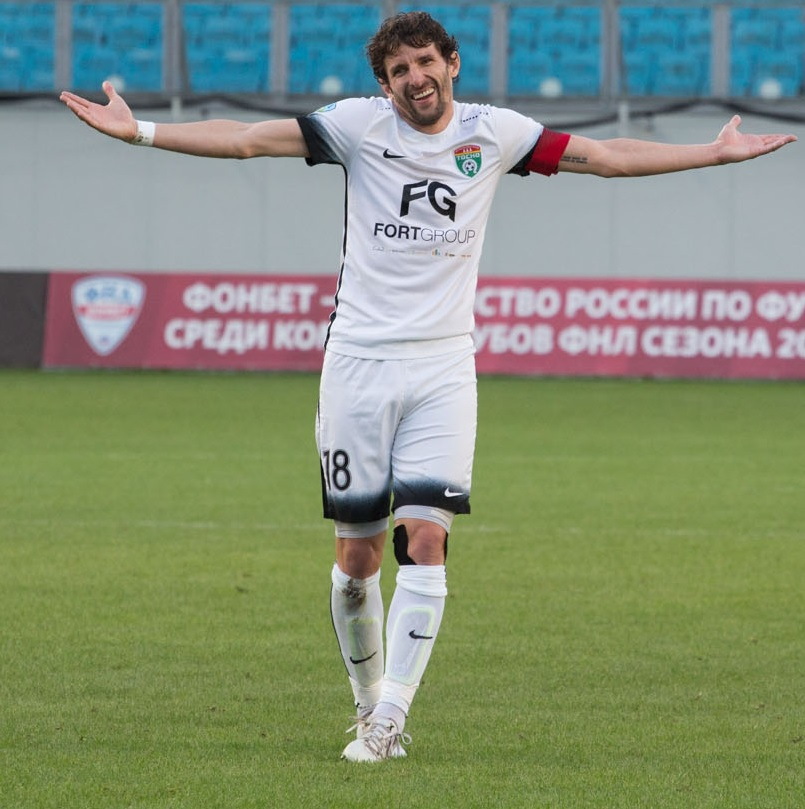
Кашчелан в составе «Тосно»

Летом 2009 года перешёл во львовские «Карпаты», подписав 3-летний контракт. В Премьер-лиге дебютировал 30 августа 2009 года в матче против киевской «Оболони» (5:0). Кашчелан вышел на 72 минуте вместо нигерийца Самсона Годвина, в добавленное время получил жёлтую карточку.
В январе 2010 года подписал контракт на 3 года с польским клубом «Ягеллония». Дважды был отдан в аренду, сперва в «Лодзь», а потом в болгарский «Лудогорец». В сезоне 2012/13 выступал за греческий «Пантракикос».
13 июня 2013 года подписал двухлетний контракт с тульским «Арсеналом». Первый матч в ФНЛ провёл 13 июля против «Сибири» (2:0). 2 августа 2014 года дебютировал в Премьер-лиге, выйдя в стартовом составе против «Зенита» (0:4). 28 января 2016 перешёл в клуб ФНЛ «Тосно». 8 августа 2017 контракт был досрочно расторгнут. 12 августа 2017 года на правах свободного агента перешёл в «Тамбов». В сезоне 2018/19 клуб занял 1 место в ФНЛ и вышел в РПЛ.
5 августа 2019 года стал игроком «Балтики». Дебютировал за новый клуб 10 августа в матче против «Мордовии» (3:0). 13 октября 2020 года забил первый гол в игре против «Чертаново» (1:2). 27 августа 2022 года провёл 100-й матч за «Балтику». 3 июня 2023 года сыграл свой последний матч в карьере.

### В сборной
6 июня 2009 года дебютировал за сборную Черногории, отыграв все 90 минут против Кипра (2:2). 31 октября 2014 года после двухлетнего перерыва Кашчелан вновь получил приглашение в национальную сборную Черногории. 31 мая 2016 года сыграл за сборную последний матч против Турции (0:1).

## Личная жизнь
Женат на сербской модели Марияне Крижанович, ставшей футбольным агентом. На правом плече Кашчелана есть татуировки в виде китайских иероглифов, означающих его жизненный девиз: Бог, успех, семья.
Хорошо говорит на русском языке, также владеет сербским, польским, английским, немецким и немного болгарским.
19 ноября 2022 года получил российское гражданство.

## Достижения
«Ягеллония»
- Обладатель Суперкубка Польши: 2010

«Лудогорец»
- Чемпион Болгарии: 2011/2012
- Обладатель Кубка Болгарии: 2011/2012

«Арсенал»
- Серебряный призёр первенства ФНЛ: 2013/2014

«Тосно»
- Серебряный призёр первенства ФНЛ: 2016/2017

«Тамбов»
- Победитель первенства ФНЛ: 2018/2019

«Балтика»
- Серебряный призёр Первой лиги: 2022/2023